# Tanaka Fujimaro
Tanaka Fujimaro est un nom japonais traditionnel ; le nom de famille (ou le nom d'école), Tanaka, précède donc le prénom (ou le nom d'artiste).
Le vicomte Tanaka Fujimaro (田中 不二麿, 16 octobre 1845 – 1er février 1909) était un homme d'état et un éducateur japonais de l'ère Meiji.
Tanaka est né dans la province d'Owari (actuelle préfecture d'Aichi). Après la restauration de Meiji, il a été choisi pour accompagner la mission Iwakura dans son voyage aux États-Unis et en Europe. Il a été particulièrement impressionné par les systèmes éducatifs occidentaux. À son retour au Japon en mars 1873 (six mois plus tôt que le reste de la mission), il a été fait vice-ministre de l'Éducation.
Il est retourné aux États-Unis de 1874 à 1877 pour étudier davantage les systèmes scolaires. Il a passé un temps considérable au Amherst College et a approché le directeur Julius Hawley Seelye pour obtenir des conseils. Il a également visité l'Exposition universelle de 1876 à Philadelphie, après quoi il a soumis un rapport au gouvernement avec des photographies. À son retour au Japon, Tanaka a fortement critiqué le système d'éducation de 1875, qu'il considérait comme centralisé et rigide. Le nouvel système de 1879 était fondé sur ses expériences aux États-Unis, mais il a rapidement été critiqué comme étant confus et invitant à la décadence morale. Tanaka a été transféré du ministère de l'éducation en 1880 au ministère de la justice, et a plus tard servi à différents postes dans le gouvernement Meiji.
En 1887, il est envoyé extraordinaire et ministre plénipotentiaire en France.